# Nyctemera philippinensis
Nyctemera philippinensis är en fjärilsart som beskrevs av Rothschild 1933. Nyctemera philippinensis ingår i släktet Nyctemera och familjen björnspinnare. Inga underarter finns listade i Catalogue of Life.